# ويليام تييري
ويليام تييري (بالإنجليزية: Guillaume Thierry) هو منافس ألعاب قوى موريشيوسي، ولد في 15 سبتمبر 1986 في Moka ‏ في موريشيوس.

## وصلات خارجية
- ويليام تييري على موقع الاتحاد الدولي لألعاب القوى (الإنجليزية)
- ويليام تييري على موقع اتحاد ألعاب الكومنولث (مؤرشف) (الإنجليزية)
- ويليام تييري على موقع اتحاد ألعاب الكومنولث (مؤرشف) (الإنجليزية)